# Gare de Joudreville
La gare de Joudreville est une ancienne gare ferroviaire française de la ligne de Baroncourt à Audun-le-Roman située sur le territoire de la commune de Joudreville dans le département de Meurthe-et-Moselle, en région Grand Est.

## Situation ferroviaire
Établie à 300 m d'altitude,, la gare de Joudreville était située au point kilométrique (PK) 7,748  de la ligne de Baroncourt à Audun-le-Roman entre les gares de Bouligny et de Piennes.

## Histoire
La section de Baroncourt à Piennes est mise en service le 25 janvier 1907 par la Compagnie des chemins de fer de l'Est. Le 1er décembre 1907, la ligne est prolongée d'Audun-le-Roman à Villerupt-Micheville et complétée par la section d'Audun-le-Roman à Villerupt-Micheville de la ligne de Valleroy-Moineville à Villerupt-Micheville. En 1955-1956, ces deux lignes sont électrifiées en courant monophasé 25 kV 50 Hz. Une sous-station électrique est construite à Joudreville.
La SNCF met fin aux trains de voyageurs sur la ligne le 15 mai 1939 et met fin au trafic des marchandises en 1991. La sous-station électrique 25 kV 50 Hz de Joudreville située en face de la gare démolie est toujours utilisée par la SNCF pour alimenter les lignes de chemin de fer passant par Baroncourt et Audun-le-Roman.

## Patrimoine ferroviaire
Le bâtiment voyageurs a été démoli. Il était identique à celui des gares de Bouligny, Sancy et Tucquegnieux ; ces trois gares étaient à l'origine des haltes plus petites dotées d'une seule aile courte comme à Mance et Serrouville.